# 拔示巴 (梅姆林)

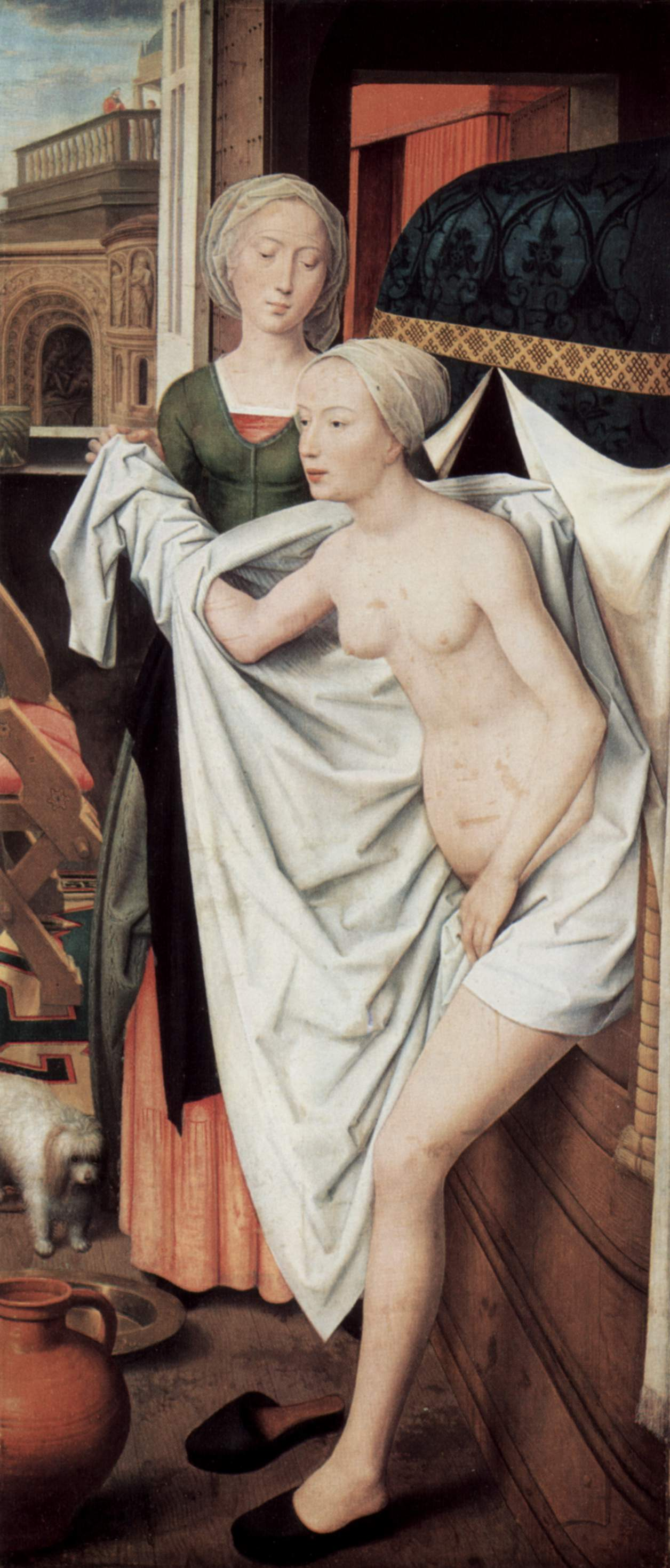
《拔示巴》

《拔示巴》是早期荷兰艺术家汉斯·梅姆林的一幅木板油画，绘制于约 1480年 ，尺寸191.5 × 84.5 cm，现藏于斯图加特的斯图加特国立美术馆 。这幅画结构异常紧密，许多细节被切断，表明它原是一幅大型宗教画、或三联画的一部分。 这幅画是15 世纪北方文艺复兴艺术中罕见的裸体画；当时那里裸体通常只出现在最后的审判中，没有色情意味。梅姆林的另一幅世俗裸体肖像，是 1485年的寓言 虚空画 《尘世虚荣和神圣救赎的三联画》，现藏于  斯特拉斯堡美术博物馆。 与《拔示巴》相反，这幅画裸体完全暴露，生殖器可见。